# Warrington (borough)
Warrington – dystrykt (unitary authority) w hrabstwie ceremonialnym Cheshire w Anglii.

## Miasta
- Warrington

## Civil parishes
- Appleton, Birchwood, Burtonwood and Westbrook, Croft, Cuerdley, Culcheth and Glazebury, Grappenhall and Thelwall, Great Sankey, Hatton, Lymm, Penketh, Poulton-with-Fearnhead, Rixton-with-Glazebrook, Stockton Heath, Stretton, Walton, Winwick i Woolston[2].